# Украина: История
«Украина: История» — учебник Ореста Субтельного по украинской истории, неоднократно переиздавался на Украине.

## О книге
Аннотация:

Книга профессора Йоркского университета в Торонто (Канада), украинца по происхождению Ореста Субтельного признана на Западе лучшим популярным изложением истории Украины на английском языке и издана на Украине уже в третий раз. Она вызывает интерес, в первую очередь, нетрадиционной концепцией украинской истории, стремлением автора к научной объективности, непредвзятостью позиции, взвешенностью оценок, а главное — своей сквозной идеей — идеей национального возрождения Украины.
Для историков, а также всех, кто интересуется проблемами исторического прошлого Украины.

## Содержание
- 1. Древнейшие времена
- 2. Киевская Русь
- 3. Польско-Литовский период
- 4. Казацкая эра
- 5. Под имперской властью
- 6. Украина в XX веке

## Издание
- Орест Субтельний: Україна Історія (переклад з англ. Юрія Шевчука). Київ : Либідь, 1991. — 512 с. — ISBN 5-325-00451-4 (e-book версія з сайту Chtyvo.org.ua)  (Дата обращения: 3 августа 2016)

## Критика
- JOHN SWITALSKI. Review: Ukraine: A History Orest Subtelny // The Polish Review Vol. 35, No. 3/4 (1990), pp. 276-280 (5 pages) Published By: University of Illinois Press